# Arrild (plaats)
Arrild is een plaats in de Deense regio Zuid-Denemarken, gemeente Tønder, en telt 321 inwoners (2007).